# Siphonidium dubium
Siphonidium dubium är en svampdjursart som beskrevs av Claude Lévi 1959. Siphonidium dubium ingår i släktet Siphonidium och familjen Siphonidiidae.
Artens utbredningsområde är havet utanför São Tomé och Príncipe. Inga underarter finns listade i Catalogue of Life.